# 마블 시네마틱 유니버스 영화의 배우 목록
마블 시네마틱 유니버스는 미디어 프랜차이즈이자 가상의 세계관 설정이다. 마블 코믹스의 등장인물을 바탕으로 마블 스튜디오가 제작하는 일련의 슈퍼히어로 영화이다. 페이즈 1, 2, 3은 "인피니티 사가"(The Infinity Saga)로 불리며 많은 영화와 속편, 그리고 4개의 "어벤져스" 크로스오버 영화를 공개하였다. 페이즈 4는 이전 영화에 대한 7개의 속편과 4개의 새로운 영화로 공개될 예정이다.
마블 코믹스의 다양한 설정을 각색한 영화로 구성된 시리즈이기 때문에 여러 주연 배우가 있다. 인피티니 사가에서 주연으로 연기하였던 많은 배우들이 그대로 페이즈 4에 출연할 예정이다. 크리스 헴스워스는 토르 역을 맡아 속편 "토르: 러브 앤 썬더" (2022), 크리스 프랫은 피터 퀼 / 스타로드 역을 맡아 속편 "가디언즈 오브 갤럭시 VOL. 3" (2023)에 출연하며 "토르: 러브 앤 썬더"에도 출연하여 크리스 헴스워스와 합류할 예정이다. 폴 러드와 에번젤린 릴리 또한 "앤트맨" 영화에서 각각 스콧 랭 / 앤트맨과 호프 밴 다인 / 와스프로 공동 출연했으며 두 배우 모두 "앤트맨과 와스프: 퀀터매니아" (2023)로 출연할 예정이다. 베네딕트 컴버배치는 스티븐 스트레인지 역을 맡았으며, "닥터 스트레인지 인 더 멀티버스 오브 매드니스"에 다시 출연한다. 톰 홀랜드는 피터 파커 / 스파이더맨 역을 맡아 "스파이더맨: 노 웨이 홈" (2021)에 다시 출연하며 베네딕트 컴버배치와 합류할 예정이다. 브리 라슨은 캐롤 댄버스 / 캡틴 마블 역을 맡아 "더 마블스" (2022)에 출연하며, 이 영화에는 티오나 패리스와 이만 벨라니도 같이 출연할 예정이다. 두 배우는 각각 모니카 램보와 카말라 칸 / 미즈 마블 역을 맡았다.
스칼렛 요한슨은 나타샤 로마노프 / 블랙 위도우 역을 맡아 "블랙 위도우" (2021)에 출연하였으며, 시무 리우는 쑤샹치 역을 맡아에서 "샹치와 텐 링즈의 전설" (2021)에 출연하였다. 제마 챈은 세르시 역을 맡아 "이터널스" (2021)에 출연할 예정이다.

## 인피니티 사가
페이즈 1에는 2012년 영화 "어벤져스"의 크로스오버로 이어지는 4명의 단독 영화를 특징으로 하는 6개의 영화가 포함된다. 페이즈 2는 페이즈 1 영화의 속편 3편과 새로운 영화 2편, 2015년에 개봉된 크로스오버 영화 "어벤져스: 에이지 오브 울트론"으로 구성되어 있다. 페이즈 3에서는 이전 영화의 속편 4편 및 새로운 영화 4편, 크로스오버 영화인 "어벤져스: 인피니티 워" (2018)와 "어벤져스: 엔드게임" (2019)으로 이루어져 있다. 페이즈 1부터 페이즈 3까지의 영화를 통틀어 "인피니티 사가"라고 부른다.
인피니티 사가에는 여러 주연 배우가 출연하였다. 로버트 다우니 주니어는 토니 스타크 / 아이언맨으로 출연하였다. 에드워드 노턴은 "인크레더블 헐크" (2008)에서 주인공 브루스 배너 / 헐크 역을 맡았지만, 향후 영화에서 역할을 반복하지 않았으며 캐릭터가 관련된 모든 후속 영화에서 마크 러펄로로 대체되었다. 크리스 에번스는 스티브 로저스 / 캡틴 아메리카, 크리스 헴스워스는 토르, 크리스 프랫은 피터 퀼 / 스타로드, 폴 러드와 에번젤린 릴리는 각각 스콧 랭 / 앤트맨와 호프 밴 다인 / 와스프, 베네딕트 컴버배치는 스티븐 스트레인지, 톰 홀랜드는 피터 파커 / 스파이더맨, 채드윅 보즈먼은 트찰라 / 블랙 팬서, 브리 라슨은 캐롤 댄버스 / 캡틴 마블을 연기하였다.
새뮤얼 L. 잭슨은 "어벤져스"에서 공동 주연을 맡기 전에 시리즈의 여러 초기 영화에서 닉 퓨리 역으로 카메오 또는 조연으로 출연을 했다. 그는 이후 영화에서도 계속해서 조연으로 나올 예정이다.

## 페이즈 4
| 캐릭터                                                     | 2021                      | 2021                      | 2021                      | 2021                      | 2022                                           | 2022                      | 2022                       | 2022                      | 2023                          | 2023                          |
| 캐릭터                                                     | "블랙 위도우"             | "샹치와 텐 링즈의 전설"   | "이터널스"                | "스파이더맨: 노 웨이 홈"  | "닥터 스트레인지 인 더 멀티버스 오브 매드니스" | "토르: 러브 앤 썬더"      | "블랙 팬서: 와칸다 포에버" | "더 마블스"               | "앤트맨과 와스프: 퀀터매니아" | "가디언즈 오브 갤럭시 VOL. 3" |
| 인피니티 사가에서 첫 등장                                  | 인피니티 사가에서 첫 등장 | 인피니티 사가에서 첫 등장 | 인피니티 사가에서 첫 등장 | 인피니티 사가에서 첫 등장 | 인피니티 사가에서 첫 등장                      | 인피니티 사가에서 첫 등장 | 인피니티 사가에서 첫 등장  | 인피니티 사가에서 첫 등장 | 인피니티 사가에서 첫 등장     | 인피니티 사가에서 첫 등장     |
| ---------------------------------------------------------- | ------------------------- | ------------------------- | ------------------------- | ------------------------- | ---------------------------------------------- | ------------------------- | -------------------------- | ------------------------- | ----------------------------- | ----------------------------- |
| 브루스 배너 헐크MS                                         |                           | 마크 러펄로C              |                           |                           |                                                |                           |                            |                           |                               |                               |
| 클린트 바턴 호크아이MS                                     | 제레미 레너VC P           |                           |                           |                           |                                                |                           |                            |                           |                               |                               |
| 에밀 블론스키 어보미네이션MS                               |                           | 팀 로스VC                 |                           |                           |                                                |                           |                            |                           |                               |                               |
| 베티 브랜트                                                |                           |                           |                           | 앵거리 라이스             |                                                |                           |                            |                           |                               |                               |
| 캐롤 댄버스 캡틴 마블                                      |                           | 브리 라슨C                |                           |                           |                                                |                           |                            | 브리 라슨                 |                               |                               |
| 줄리어스 델                                                |                           |                           |                           | J. B. 스무브              |                                                |                           |                            |                           |                               |                               |
| 드랙스 더 디스트로이어MS                                   |                           |                           |                           |                           |                                                | 데이브 바티스타           |                            |                           |                               | 데이브 바티스타               |
| 제인 포스터 마이티 토르                                    |                           |                           |                           |                           |                                                | 내털리 포트먼             |                            |                           |                               |                               |
| 가모라MS                                                   |                           |                           |                           |                           |                                                |                           |                            |                           |                               | 조이 샐다나                   |
| 그랜드마스터                                               |                           |                           |                           |                           |                                                | 제프 골드블럼             |                            |                           |                               |                               |
| 그루트MS                                                   |                           |                           |                           |                           |                                                | 빈 디젤V                  |                            |                           |                               | 빈 디젤V                      |
| 해럴드 "해피" 호건                                         |                           |                           |                           | 존 패브로                 |                                                |                           |                            |                           |                               |                               |
| J. 조나 제임슨                                             |                           |                           |                           | J. K. 시먼스              |                                                |                           |                            |                           |                               |                               |
| 코르그                                                     |                           |                           |                           |                           |                                                | 타이카 와이티티           |                            |                           |                               |                               |
| 캐시 랭                                                    |                           |                           |                           |                           |                                                |                           |                            |                           | 캐스린 뉴턴                   |                               |
| 스콧 랭 앤트맨DS                                           |                           |                           |                           |                           |                                                |                           |                            |                           | 폴 러드                       |                               |
| 네드 리즈                                                  |                           |                           |                           | 제이컵 바털론             |                                                |                           |                            |                           |                               |                               |
| 맨티스MS                                                   |                           |                           |                           |                           |                                                | 폼 클레멘티에프           |                            |                           |                               | 폼 클레멘티에프               |
| 완다 막시모프 스칼렛 위치MS                                |                           |                           |                           |                           | 엘리자베스 올슨                                |                           |                            |                           |                               |                               |
| 음바쿠                                                     |                           |                           |                           |                           |                                                |                           | 윈스턴 듀크                |                           |                               |                               |
| 미셸 "MJ"                                                  |                           |                           |                           | 젠데이아                  |                                                |                           |                            |                           |                               |                               |
| 카를 모르도                                                |                           |                           |                           |                           | 추이텔 에지오포                                |                           |                            |                           |                               |                               |
| 나키아                                                     |                           |                           |                           |                           |                                                |                           | 루피타 뇽오                |                           |                               |                               |
| 네뷸라MS                                                   |                           |                           |                           |                           |                                                | 캐런 길런                 |                            |                           |                               | 캐런 길런                     |
| 크래글린 오브폰테리                                        |                           |                           |                           |                           |                                                | 숀 건                     |                            |                           |                               | 숀 건                         |
| 오코예MS                                                   |                           |                           |                           |                           |                                                |                           | 다나이 구리라              |                           |                               |                               |
| 크리스틴 파머                                              |                           |                           |                           |                           | 레이철 매캐덤스                                |                           |                            |                           |                               |                               |
| 메이 파커                                                  |                           |                           |                           | 머리사 토메이             |                                                |                           |                            |                           |                               |                               |
| 피터 파커 스파이더맨                                       |                           |                           |                           | 톰 홀랜드                 |                                                |                           |                            |                           |                               |                               |
| 행크 핌                                                    |                           |                           |                           |                           |                                                |                           |                            |                           | 마이클 더글러스               |                               |
| 피터 퀼 스타로드MS                                         |                           |                           |                           |                           |                                                | 크리스 프랫               |                            |                           |                               | 크리스 프랫                   |
| 모니카 램보MS                                              |                           |                           |                           |                           |                                                |                           |                            | 티오나 패리스             |                               |                               |
| 라몬다                                                     |                           |                           |                           |                           |                                                |                           | 앤절라 배싯                |                           |                               |                               |
| 로켓MS                                                     |                           |                           |                           |                           |                                                |                           |                            |                           |                               | 브래들리 쿠퍼V숀 건MC         |
| 나타샤 로마노프 블랙 위도우                                | 스칼렛 요한슨             |                           |                           |                           |                                                |                           |                            |                           |                               |                               |
| 에버렛 K. 로스                                             |                           |                           |                           |                           |                                                |                           | 마틴 프리먼                |                           |                               |                               |
| 태디어스 "선더볼트" 로스                                   | 윌리엄 허트               |                           |                           |                           |                                                |                           |                            |                           |                               |                               |
| 슈리                                                       |                           |                           |                           |                           |                                                |                           | 러티샤 라이트              |                           |                               |                               |
| 시프MS MT                                                  |                           |                           |                           |                           |                                                | 제이미 알렉산더           |                            |                           |                               |                               |
| 트레버 슬래터리OS                                          |                           | 벤 킹즐리                 |                           |                           |                                                |                           |                            |                           |                               |                               |
| 스티븐 스트레인지                                          |                           |                           |                           | 베네딕트 컴버배치         | 베네딕트 컴버배치                              |                           |                            |                           |                               |                               |
| 유진 "플래시" 톰프슨                                       |                           |                           |                           | 토니 레볼로리             |                                                |                           |                            |                           |                               |                               |
| 토르                                                       |                           |                           |                           |                           |                                                | 크리스 헴스워스           |                            |                           |                               |                               |
| 발키리                                                     |                           |                           |                           |                           |                                                | 테사 톰프슨               |                            |                           |                               |                               |
| 호프 밴 다인 와스프                                        |                           |                           |                           |                           |                                                |                           |                            |                           | 에번젤린 릴리                 |                               |
| 재닛 밴 다인                                               |                           |                           |                           |                           |                                                |                           |                            |                           | 미셸 파이퍼                   |                               |
| 윌슨 코치                                                  |                           |                           |                           | 해니벌 버리스             |                                                |                           |                            |                           |                               |                               |
| 웡                                                         |                           | 베네딕트 웡               |                           | 베네딕트 웡               | 베네딕트 웡                                    |                           |                            |                           |                               |                               |
| 페이즈 4의 드라마에서 첫 등장                              |                           |                           |                           |                           |                                                |                           |                            |                           |                               |                               |
| 발렌티나 알레그라 드 폰테인                                | 줄리아 루이드라이퍼스C    |                           |                           |                           |                                                |                           |                            |                           |                               |                               |
| 아미르 칸                                                  |                           |                           |                           |                           |                                                |                           |                            | 사가 샤이크               |                               |                               |
| 카말라 칸 미즈 마블                                        |                           |                           |                           |                           |                                                |                           |                            | 이만 벨라니               |                               |                               |
| 무니바 칸                                                  |                           |                           |                           |                           |                                                |                           |                            | 제노비아 슈로프           |                               |                               |
| 유서프 칸                                                  |                           |                           |                           |                           |                                                |                           |                            | 모한 카푸르               |                               |                               |
| "블랙 위도우"에서 첫 등장                                  |                           |                           |                           |                           |                                                |                           |                            |                           |                               |                               |
| 옐레나 벨로바 블랙 위도우MS                                | 플로렌스 퓨               |                           |                           |                           |                                                |                           |                            |                           |                               |                               |
| 안토니아 드레이코프 태스크마스터                           | 올가 쿠릴렌코             |                           |                           |                           |                                                |                           |                            |                           |                               |                               |
| 드레이코프                                                 | 레이 윈스턴               |                           |                           |                           |                                                |                           |                            |                           |                               |                               |
| 헬렌 블랙 위도우                                           | 제이드 수                 | 제이드 수                 |                           |                           |                                                |                           |                            |                           |                               |                               |
| 잉그리드                                                   | 난나 블론델               |                           |                           |                           |                                                |                           |                            |                           |                               |                               |
| 레라토                                                     | 리아니 새뮤얼             |                           |                           |                           |                                                |                           |                            |                           |                               |                               |
| 릭 메이슨                                                  | O. T. 패그벤레이          |                           |                           |                           |                                                |                           |                            |                           |                               |                               |
| 옥사나                                                     | 미셸 리                   |                           |                           |                           |                                                |                           |                            |                           |                               |                               |
| 알렉세이 쇼스타코프 레드 가디언                            | 데이비드 하버             |                           |                           |                           |                                                |                           |                            |                           |                               |                               |
| 우르사                                                     | 올리비에 리히터스         |                           |                           |                           |                                                |                           |                            |                           |                               |                               |
| 멜리나 보스토코프 블랙 위도우                              | 레이철 바이스             |                           |                           |                           |                                                |                           |                            |                           |                               |                               |
| "샹치와 텐 링즈의 전설"에서 첫 등장                        |                           |                           |                           |                           |                                                |                           |                            |                           |                               |                               |
| 첸                                                         |                           | 조디 롱                   |                           |                           |                                                |                           |                            |                           |                               |                               |
| 데스 딜러                                                  |                           | 앤디 르                   |                           |                           |                                                |                           |                            |                           |                               |                               |
| 광보                                                       |                           | 원화                      |                           |                           |                                                |                           |                            |                           |                               |                               |
| 존 존                                                      |                           | 로니 쳉                   |                           |                           |                                                |                           |                            |                           |                               |                               |
| 케이티                                                     |                           | 아콰피나                  |                           |                           |                                                |                           |                            |                           |                               |                               |
| 레이저 피스트                                              |                           | 플로리안 문테아누         |                           |                           |                                                |                           |                            |                           |                               |                               |
| 뤼화                                                       |                           | 댈러스 리우               |                           |                           |                                                |                           |                            |                           |                               |                               |
| 쑤샹치 / 숀                                                |                           | 시무 리우                 |                           |                           |                                                |                           |                            |                           |                               |                               |
| 쑤웬우                                                     |                           | 양조위                    |                           |                           |                                                |                           |                            |                           |                               |                               |
| 쑤샤링                                                     |                           | 장멍얼                    |                           |                           |                                                |                           |                            |                           |                               |                               |
| 잉리                                                       |                           | 천파라                    |                           |                           |                                                |                           |                            |                           |                               |                               |
| 잉난                                                       |                           | 양자경                    |                           |                           |                                                |                           |                            |                           |                               |                               |
| "이터널스"에서 첫 등장                                     |                           |                           |                           |                           |                                                |                           |                            |                           |                               |                               |
| 에이잭                                                     |                           |                           | 살마 아예크               |                           |                                                |                           |                            |                           |                               |                               |
| 드루이그                                                   |                           |                           | 배리 키오건               |                           |                                                |                           |                            |                           |                               |                               |
| 길가메시                                                   |                           |                           | 마동석                    |                           |                                                |                           |                            |                           |                               |                               |
| 이카리스                                                   |                           |                           | 리처드 매든               |                           |                                                |                           |                            |                           |                               |                               |
| 킹고                                                       |                           |                           | 쿠마일 난지아니           |                           |                                                |                           |                            |                           |                               |                               |
| 마카리                                                     |                           |                           | 로런 리들로프             |                           |                                                |                           |                            |                           |                               |                               |
| 파스토스                                                   |                           |                           | 브라이언 타이리 헨리      |                           |                                                |                           |                            |                           |                               |                               |
| 세르시                                                     |                           |                           | 제마 챈                   |                           |                                                |                           |                            |                           |                               |                               |
| 스프라이트                                                 |                           |                           | 리아 맥휴                 |                           |                                                |                           |                            |                           |                               |                               |
| 테나                                                       |                           |                           | 안젤리나 졸리             |                           |                                                |                           |                            |                           |                               |                               |
| 데인 휘트먼                                                |                           |                           | 킷 해링턴                 |                           |                                                |                           |                            |                           |                               |                               |
| "스파이더맨: 노 웨이 홈"에서 첫 등장                       |                           |                           |                           |                           |                                                |                           |                            |                           |                               |                               |
| 맥스 딜런 일렉트로                                         |                           |                           |                           | 제이미 폭스               |                                                |                           |                            |                           |                               |                               |
| 오토 옥타비우스 닥터 옥토퍼스                              |                           |                           |                           | 알프레드 몰리나           |                                                |                           |                            |                           |                               |                               |
| "닥터 스트레인지 인 더 멀티버스 오브 매드니스"에서 첫 등장 |                           |                           |                           |                           |                                                |                           |                            |                           |                               |                               |
| 아메리카 차베즈                                            |                           |                           |                           |                           | 조치틀 고메즈                                  |                           |                            |                           |                               |                               |
| "토르: 러브 앤 썬더"에서 첫 등장                           |                           |                           |                           |                           |                                                |                           |                            |                           |                               |                               |
| 신 도살자 고르                                             |                           |                           |                           |                           |                                                | 크리스천 베일             |                            |                           |                               |                               |
| 제우스                                                     |                           |                           |                           |                           |                                                | 러셀 크로우               |                            |                           |                               |                               |
| "블랙 팬서: 와칸다 포에버"에서 첫 등장                     |                           |                           |                           |                           |                                                |                           |                            |                           |                               |                               |
| 리리 윌리엄스 아이언하트MS                                 |                           |                           |                           |                           |                                                |                           | 도미니크 손                |                           |                               |                               |
| "앤트맨과 와스프: 퀀터매니아"에서 첫 등장                  |                           |                           |                           |                           |                                                |                           |                            |                           |                               |                               |
| 정복자 캉                                                  |                           |                           |                           |                           |                                                |                           |                            |                           | 조너선 메이저스               |                               |

## 미래
| 캐릭터                    | "블레이드"                | "데드풀" 속편             | "캡틴 아메리카" 속편      |
| 인피니티 사가에서 첫 등장 | 인피니티 사가에서 첫 등장 | 인피니티 사가에서 첫 등장 | 인피니티 사가에서 첫 등장 |
| ------------------------- | ------------------------- | ------------------------- | ------------------------- |
| 샘 윌슨 캡틴 아메리카MS   |                           |                           | 앤서니 매키               |
| "블레이드"에서 첫 등장    |                           |                           |                           |
| 에릭 브룩스 블레이드      | 마허샬라 알리             |                           |                           |
| "데드풀"에서 첫 등장      |                           |                           |                           |
| 웨이드 윌슨 데드풀        |                           | 라이언 레이놀즈           |                           |

## 같이 보기
- 마블 원샷츠

### 내용주
1. ↑  "어벤져스: 엔드게임" (2019)에 처음 등장한 캐릭터의 다른 버전이다.

## 참조주
1. 1 2  Hall, Jacob (2019년 3월 18일). “Kevin Feige Calls the First 22 Movies in the MCU 'The Infinity Saga,' Says 'Endgame' Will Focus on the Original Core Avengers”. 2019년 3월 20일에 원본 문서에서 보존된 문서. 2019년 3월 20일에 확인함.
2. 1 2  Ridgely, Charlie (2019년 6월 24일). “Kevin Feige Confirms Spider-Man: Far From Home Is the Conclusion to Marvel's Infinity Saga”. 《Comicbook.com》. 2019년 6월 26일에 원본 문서에서 보존된 문서. 2019년 6월 25일에 확인함.
3. ↑  Paige, Rachel (2020년 12월 11일). “All of the Marvel Studios News Coming out of The Walt Disney Company's 2020 Investor Day Presentation”. 《Marvel.com》. 2020년 12월 13일에 원본 문서에서 보존된 문서. 2020년 12월 14일에 확인함.
4. ↑  Russell, Bradley (2020년 12월 11일). “Marvel Phase 4: new MCU release dates, cast news, crossovers, and more”. 《토털 필름》. GamesRadar+. 2020년 12월 15일에 원본 문서에서 보존된 문서. 2020년 12월 15일에 확인함.
5. ↑  McEwan, Cameron K.; Longridge, Chris (2019년 8월 7일). “Marvel's 'Phases' explained: What goes when & why”. 《Digital Spy》. 2019년 8월 20일에 원본 문서에서 보존된 문서. 2021년 6월 4일에 확인함.
6. ↑  Douglas, Edward (2008년 5월 2일). “Robert Downey Jr. is Iron Man!”. 《Superhero Hype》. 2013년 4월 27일에 원본 문서에서 보존된 문서. 2008년 5월 2일에 확인함.
7. ↑  Ebert, Roger (2008년 6월 12일). “The Incredible Hulk (PG-13)”. 《시카고 선타임스》. 2013년 3월 11일에 원본 문서에서 보존된 문서. 2013년 2월 23일에 확인함.
8. ↑  Finke, Nikki (2010년 7월 23일). “Toldja! Marvel & Ruffalo Ink Hulk Deal”. 《데드라인 할리우드》. 2011년 3월 15일에 원본 문서에서 보존된 문서. 2010년 7월 23일에 확인함.
9. ↑  Graser, Marc (2010년 3월 22일). “Chris Evans to play 'Captain America'”. 《버라이어티》. 2010년 6월 19일에 원본 문서에서 보존된 문서. 2010년 3월 23일에 확인함.
10. ↑  Finke, Nikke (2009년 5월 16일). “Exclusive: Chris Hemsworth is Thor”. 《데드라인 할리우드》. 2011년 5월 17일에 원본 문서에서 보존된 문서. 2009년 5월 19일에 확인함.
11. ↑  Fleming, Mike Jr. (2013년 2월 5일). “Chris Pratt Getting 'Guardians of the Galaxy' Lead”. 《데드라인 할리우드》. 2013년 2월 6일에 원본 문서에서 보존된 문서. 2013년 2월 5일에 확인함.
12. ↑  Cabin, Chris (2015년 11월 13일). “'Ant-Man and the Wasp': Michael Douglas Eyeing Return for Sequel”. 《콜라이더》. 2015년 11월 15일에 원본 문서에서 보존된 문서. 2015년 11월 13일에 확인함.
13. ↑  Strom, Marc (2014년 12월 4일). “Benedict Cumberbatch to play Doctor Strange”. 《Marvel.com》. 2014년 12월 4일에 원본 문서에서 보존된 문서. 2014년 12월 4일에 확인함.
14. ↑  Kit, Borys; Siegel, Tatiana (2015년 6월 23일). “'Spider-Man' Finds Tom Holland to Star as New Web-Slinger”. 《더 할리우드 리포터》. 2015년 6월 23일에 원본 문서에서 보존된 문서. 2015년 6월 23일에 확인함.
15. ↑  Strom, Marc (2014년 10월 28일). “Chadwick Boseman to Star in Marvel's Black Panther”. Marvel.com. 2014년 10월 28일에 원본 문서에서 보존된 문서. 2014년 10월 28일에 확인함.
16. ↑  Breznican, Anthony (2016년 7월 23일). “Brie Larson officially announced as Captain Marvel”. 《엔터테인먼트 위클리》. 2016년 7월 24일에 원본 문서에서 보존된 문서. 2016년 7월 23일에 확인함.
17. ↑  Newby, Richard (2019년 4월 7일). “Is It Time for a Nick Fury Movie?”. 《더 할리우드 리포터》. 2019년 6월 5일에 원본 문서에서 보존된 문서. 2020년 10월 1일에 확인함.
18. 1 2  Francisco, Eric (2021년 9월 2일). “'Shang-Chi' post-credits scene: Director explains that game-changing cameo”. 《인버스》. 2021년 9월 3일에 원본 문서에서 보존된 문서. 2021년 9월 3일에 확인함.
19. ↑  Gallagher, Simon (2021년 7월 9일). “Black Widow: All Easter Eggs, MCU Connections & Hidden Details”. 《스크린 랜트》. 2021년 7월 9일에 원본 문서에서 보존된 문서. 2021년 7월 9일에 확인함.
20. ↑  Fink, Richard (2021년 9월 1일). “Incredible Hulk Actor Returned As Abomination Voice In Shang-Chi”. 《스크린 랜트》. 2021년 9월 1일에 원본 문서에서 보존된 문서. 2021년 9월 3일에 확인함.
21. ↑  Kroll, Justin (2021년 5월 7일). “Justin Hartley, Angourie Rice,Zoë Chao, Sam Richardson, Others Join Rebel Wilson In Paramount Players' 'Senior Year'”. 《데드라인 할리우드》. 2021년 5월 7일에 원본 문서에서 보존된 문서. 2021년 5월 10일에 확인함.
22. ↑  Boucher, Geoff (2020년 1월 22일). “'Captain Marvel' Sequel Officially In Development At Disney's Marvel Studios”. 《데드라인 할리우드》. 2020년 1월 24일에 원본 문서에서 보존된 문서. 2020년 1월 25일에 확인함.
23. ↑  Barnhardt, Adam (2021년 4월 26일). “Spider-Man's JB Smoove Confirms He's in No Way Home”. 《Comicbook.com》. 2021년 4월 26일에 원본 문서에서 보존된 문서. 2021년 4월 26일에 확인함.
24. 1 2  Ma, Wenlei (2021년 1월 17일). “Matt Damon lands in Sydney for Thor: Love and Thunder role”. 《News.com.au》. 2021년 1월 17일에 원본 문서에서 보존된 문서. 2021년 1월 17일에 확인함.
25. 1 2 3 4 5 6  Kit, Borys (2019년 4월 30일). “Robert Downey Jr.'s Massive Payday Tops 'Avengers: Endgame' Star Deals”. 《더 할리우드 리포터》. 2019년 4월 30일에 원본 문서에서 보존된 문서. 2019년 4월 30일에 확인함.
26. 1 2 3  D'Alessandro, Anthony; Ramos, Dino-Ray (2019년 7월 20일). “Natalie Portman Is Female Thor In 'Thor Love And Thunder' Opening Fall 2021 –Comic-Con”. 《데드라인 할리우드》. 2019년 7월 21일에 원본 문서에서 보존된 문서. 2019년 7월 21일에 확인함.
27. ↑  Zhou, Naaman (2019년 7월 22일). “Natalie Portman confirmed as Mighty Thor in Marvel sequel”. 《가디언》. 2019년 7월 22일에 원본 문서에서 보존된 문서. 2019년 7월 23일에 확인함.
28. ↑  Savage, Nic (2021년 3월 27일). “Hollywood superstars invade NRL derby at Sydney Olympic Park”. 《News.com.au》. 2021년 3월 27일에 원본 문서에서 보존된 문서. 2021년 3월 29일에 확인함.
29. ↑  Davis, Brandon (2021년 6월 15일). “F9 Star Vin Diesel Teases Groot's "Return To Planet X" in Guardians of the Galaxy Special”. 《ComicBook.com》. 2021년 6월 16일에 원본 문서에서 보존된 문서. 2021년 6월 16일에 확인함.
30. 1 2  Donnelly, Matt (2021년 8월 23일). “'Spider-Man: No Way Home' Trailer Officially Drops, Multiverse Villains Descend on Tom Holland”. 《버라이어티》. 2021년 8월 23일에 원본 문서에서 보존된 문서. 2021년 8월 23일에 확인함.
31. ↑  Russell, Bradley (2021년 8월 23일). “Spider-Man: No Way Home trailer breakdown: the 13 biggest talking points and secrets”. 《토털 필름》. 2021년 8월 25일에 원본 문서에서 보존된 문서. 2021년 8월 26일에 확인함.
32. ↑  Romano, Nick (2019년 10월 16일). “Taika Waititi confirms Korg's glorious return for Thor: Love and Thunder”. 《엔터테인먼트 위클리》. 2019년 10월 16일에 원본 문서에서 보존된 문서. 2019년 10월 16일에 확인함.
33. 1 2  Gemmill, Allie (2020년 12월 10일). “'Ant-Man 3' Title and Kathryn Newton Casting for MCU Threequel Revealed”. 《콜라이더》. 2020년 12월 11일에 원본 문서에서 보존된 문서. 2020년 12월 10일에 확인함.
34. ↑  Kit, Borys (2019년 11월 1일). “Peyton Reed to Direct 'Ant-Man 3' (Exclusive)”. 《더 할리우드 리포터》. 2019년 11월 1일에 원본 문서에서 보존된 문서. 2019년 11월 1일에 확인함.
35. 1 2  Kit, Borys (2020년 10월 1일). “'Spider-Man 3' Jolt: Jamie Foxx Returning as Electro (Exclusive)”. 《더 할리우드 리포터》. 2020년 10월 1일에 원본 문서에서 보존된 문서. 2020년 10월 8일에 확인함.
36. ↑  McCreesh, Louise (2020년 12월 22일). “New Guardians of the Galaxy star linked to Thor: Love and Thunder”. 《디지털 스파이》. 2020년 12월 22일에 원본 문서에서 보존된 문서. 2020년 12월 22일에 확인함.
37. ↑  Agar, Chris (2018년 5월 3일). “Chris Pratt Confirms Guardians of the Galaxy 3 Films Next Year”. 《스크린 랜트》. 2018년 5월 8일에 원본 문서에서 보존된 문서. 2018년 5월 7일에 확인함.
38. ↑  Donnelly, Matt (2019년 7월 20일). “'Doctor Strange' Sequel Billed as First MCU Horror Film at Comic-Con”. 《버라이어티》. 2019년 7월 21일에 원본 문서에서 보존된 문서. 2019년 7월 21일에 확인함.
39. 1 2 3  Kit, Borys; Couch, Aaron (2020년 11월 20일). “Marvel's 'Black Panther' Sequel Shoot to Begin in July (Exclusive)”. 《더 할리우드 리포터》. 2020년 11월 20일에 원본 문서에서 보존된 문서. 2020년 11월 20일에 확인함.
40. ↑  Brower, Alison (2019년 10월 16일). “The Hollywood Reporter 100: The Most Powerful People in Entertainment 2019”. 《더 할리우드 리포터》. 2019년 10월 16일에 원본 문서에서 보존된 문서. 2019년 10월 17일에 확인함. She'll next be seen on the big screen in Denis Villenueve's Dune adaptation, and she'll reprise her Spider-Man role in a third Sony-Marvel film.
41. ↑  Vary, Adam B.; Kroll, Justin (2020년 2월 5일). “Sam Raimi in Talks to Direct 'Doctor Strange 2' (Exclusive)”. 《버라이어티》. 2020년 2월 6일에 원본 문서에서 보존된 문서. 2020년 2월 5일에 확인함.
42. ↑  Schager, Nick (2019년 5월 13일). “Karen Gillan on the Future of Nebula Post-'Avengers: Endgame' and James Gunn's Return to 'Guardians'”. 《더 데일리 비스트》. 2019년 8월 5일에 원본 문서에서 보존된 문서. 2019년 5월 13일에 확인함.
43. ↑  Agar, Chris (2021년 2월 1일). “Thor 4 First Set Photos Reveal Chris Hemsworth's Love & Thunder Costume”. 《스크린 랜트》. 2021년 2월 1일에 원본 문서에서 보존된 문서. 2021년 2월 1일에 확인함.
44. 1 2  Tramel, Jimmie (2018년 9월 23일). “Tulsa-bound actor Sean Gunn knows Marvel-ous details, but can't share yet”. 《털사 월드》. 2018년 9월 25일에 원본 문서에서 보존된 문서. 2018년 9월 25일에 확인함.
45. ↑  Bonomolo, Cameron (2019년 7월 26일). “Black Panther 2: Danai Gurira Confirms Return as Okoye”. 《ComicBook.com》. 2019년 7월 26일에 원본 문서에서 보존된 문서. 2019년 7월 26일에 확인함.
46. ↑  Kroll, Justin (2020년 12월 10일). “Rachel McAdams Returning For 'Doctor Strange In The Multiverse Of Madness'”. 《데드라인 할리우드》. 2020년 12월 10일에 원본 문서에서 보존된 문서. 2020년 12월 10일에 확인함.
47. ↑  Labonte, Rachel (2020년 6월 10일). “MCU's Spider-Man 3: Marisa Tomei Teases What To Expect Of Aunt May”. 《스크린 랜트》. 2020년 6월 12일에 원본 문서에서 보존된 문서. 2020년 6월 12일에 확인함.
48. ↑  Lang, Brent (2019년 9월 27일). “Sony, Marvel Make Up: Companies Will Produce Third 'Spider-Man' Film”. 《버라이어티》. 2019년 9월 27일에 원본 문서에서 보존된 문서. 2019년 9월 27일에 확인함.
49. 1 2  Kroll, Justin (2019년 11월 1일). “'Ant-Man 3' Moving Forward With Director Peyton Reed”. 《버라이어티》. 펜스케 미디어 코퍼레이션. 2019년 11월 1일에 원본 문서에서 보존된 문서. 2019년 11월 2일에 확인함.
50. ↑  Jackson, Angelique (2020년 11월 13일). “Chris Pratt to Reprise Star-Lord Role in 'Thor: Love and Thunder'”. 《버라이어티》. 2020년 11월 13일에 원본 문서에서 보존된 문서. 2020년 11월 13일에 확인함.
51. 1 2  Miller, Liz Shannon (2020년 12월 10일). “'Captain Marvel 2' Reveals New Release Date, Roles for Ms. Marvel and Monica Rambeau”. 《콜라이더》. 2020년 12월 11일에 원본 문서에서 보존된 문서. 2020년 12월 10일에 확인함.
52. ↑  Mancuso, Vinnie (2019년 8월 16일). “'Black Panther 2': Martin Freeman Confirms the Return of Everett Ross”. 《콜라이더》. 2019년 8월 16일에 원본 문서에서 보존된 문서. 2019년 8월 16일에 확인함.
53. ↑  Arrant, Chris (2019년 10월 1일). “William Hurt Joins Black Widow Film”. 《뉴사라마》. 2019년 10월 2일에 원본 문서에서 보존된 문서. 2019년 10월 1일에 확인함.
54. ↑  Fleming, Mike Jr. (2018년 11월 8일). “Hot Package: John Boyega, Letitia Wright To Star In Mike Cahill-Directed Sci-Fi 'Hold Back The Stars'”. 《데드라인 할리우드》. 2018년 11월 9일에 원본 문서에서 보존된 문서. 2018년 11월 9일에 확인함.
55. ↑  Kroll, Justin (2020년 12월 11일). “Sif Returns To The MCU: Jaimie Alexander To Reprise Role In 'Thor: Love And Thunder'”. 《데드라인 할리우드》. 2020년 12월 11일에 원본 문서에서 보존된 문서. 2020년 12월 11일에 확인함.
56. ↑  Boone, John (2021년 8월 17일). “Sir Ben Kingsley Confirms His MCU Return in 'Shang-Chi and the Legend of the Ten Rings'”. 《엔터테인먼트 투나잇》. 2021년 8월 18일에 원본 문서에서 보존된 문서. 2021년 8월 18일에 확인함.
57. ↑  Borys, Kit (2020년 10월 8일). “Benedict Cumberbatch Joins 'Spider-Man 3' as Doctor Strange (Exclusive)”. 《더 할리우드 리포터》. 2020년 10월 8일에 원본 문서에서 보존된 문서. 2020년 10월 8일에 확인함.
58. 1 2  Kit, Borys (2018년 12월 11일). “Scott Derrickson Returning to Direct 'Doctor Strange' Sequel (Exclusive)”. 《더 할리우드 리포터》. 2018년 12월 11일에 원본 문서에서 보존된 문서. 2018년 12월 11일에 확인함.
59. ↑  Kroll, Justin (2020년 7월 27일). “'Grand Budapest Hotel' Star Tony Revolori Signs With WME”. 《데드라인 할리우드》. 2020년 7월 27일에 원본 문서에서 보존된 문서. 2020년 7월 27일에 확인함.
60. ↑  Marnell, Blair (2020년 12월 8일). “Michelle Pfeiffer Says She's Back For Ant-Man 3 In Spring 2021”. 《Superhero Hype》. 2020년 12월 8일에 원본 문서에서 보존된 문서. 2020년 12월 8일에 확인함.
61. ↑  Perine, Aaron (2021년 3월 21일). “Spider-Man: No Way Home Set Video Confirms Homecoming Character Return”. 《Comicbook.com》. 2021년 3월 21일에 원본 문서에서 보존된 문서. 2021년 3월 22일에 확인함.
62. ↑  Bonaime, Ross (2021년 6월 24일). “New 'Shang-Chi and the Legend of the Ten Rings' Trailer Gives a Closer Look at Tony Leung As the Real Mandarin”. 《콜라이더》. 2021년 6월 25일에 원본 문서에서 보존된 문서. 2021년 6월 24일에 확인함.
63. ↑  Craig, David (2021년 7월 7일). “Who is Valentina in Black Widow? Julia Louis Dreyfus villain explained”. 《라디오 타임스》. 2021년 7월 8일에 원본 문서에서 보존된 문서. 2021년 7월 8일에 확인함.
64. 1 2 3  Hussaini, Syed Fahadullah (2021년 6월 22일). “Ms. Marvel Star Reveals Show Characters Return In Captain Marvel 2”. 《스크린 랜트》. 2021년 9월 7일에 원본 문서에서 보존된 문서. 2021년 9월 7일에 확인함.
65. 1 2 3  Coggan, Devan (2019년 7월 20일). “Black Widow hits Comic-Con with first details of Scarlett Johansson film”. 《엔터테인먼트 위클리》. 2019년 7월 21일에 원본 문서에서 보존된 문서. 2019년 7월 20일에 확인함.
66. 1 2  Evangelista, Chris (2019년 7월 29일). “'Black Widow' Will Have Multiple Black Widows”. 2019년 7월 30일에 원본 문서에서 보존된 문서. 2019년 7월 30일에 확인함.
67. ↑  Molina-Whyte, Lidia (2021년 7월 7일). “Who is Taskmaster in Marvel's Black Widow?”. 《라디오 타임스》. 2021년 7월 7일에 원본 문서에서 보존된 문서. 2021년 7월 8일에 확인함.
68. ↑  O'Hara, Helen. “Against the Odds”. 《엠파이어》. May 2020호 (United Kingdom: 바우어 미디어 그룹). 62쪽.
69. ↑  Bonomolo, Cameron (2021년 9월 4일). “Marvel's Shang-Chi Clip Reveals a Black Widow Cameo”. 《ComicBook.com》. 2021년 9월 4일에 원본 문서에서 보존된 문서. 2021년 9월 4일에 확인함.
70. 1 2  Gemmill, Allie (2021년 7월 9일). “Black Widow Movie Cast & Character Guide”. 《스크린 랜트》. 2021년 7월 10일에 원본 문서에서 보존된 문서. 2021년 7월 10일에 확인함.
71. ↑  Shaw-Williams, Hannah (2021년 7월 11일). “Black Widow: Who Plays Taskmaster?”. 《스크린 랜트》. 2021년 7월 11일에 원본 문서에서 보존된 문서. 2021년 7월 12일에 확인함.
72. ↑  White, Brett (2021년 7월 9일). “‘Black Widow’ Easter Eggs: 7 Things You May Have Missed”. 《디사이더》. 2021년 7월 9일에 원본 문서에서 보존된 문서. 2021년 7월 9일에 확인함.
73. 1 2 3 4 5  Brook, Mitch (2021년 9월 3일). “Shang-Chi Cast & Character Guide: All New & Returning MCU Actors”. 《스크린 랜트》. 2021년 9월 3일에 원본 문서에서 보존된 문서. 2021년 9월 3일에 확인함.
74. ↑  Perry, Spencer (2021년 8월 17일). “Marvel's Shang-Chi Features Specific Martial Arts Move's First Time Captured on Film”. 《ComicBook.com》. 2021년 8월 17일에 원본 문서에서 보존된 문서. 2021년 8월 17일에 확인함.
75. 1 2 3 4  Boone, John (2020년 12월 10일). “Marvel Debuts New Trailers for 'Loki' and 'Falcon and Winter Soldier,' Announces 'Fantastic Four' Movie”. 《엔터테인먼트 투나잇》. 2020년 12월 11일에 원본 문서에서 보존된 문서. 2020년 12월 12일에 확인함.
76. ↑  Kit, Borys; Galuppo, Mia (2019년 7월 20일). “Marvel Finds Its Shang-Chi with Chinese-Canadian Actor Simu Liu”. 《더 할리우드 리포터》. 2019년 7월 21일에 원본 문서에서 보존된 문서. 2019년 7월 21일에 확인함.
77. ↑  Bui, Hoai-Tran (2021년 8월 31일). “Shang-Chi Star Fala Chen On What It's Like To Be Gazed Upon By Tony Leung [Interview]”. 2021년 8월 31일에 원본 문서에서 보존된 문서. 2021년 9월 3일에 확인함.
78. 1 2 3 4 5 6 7 8  “SDCC 2019: All of the Marvel Studios News Coming Out of Hall H at San Diego Comic-Con”. 《Marvel.com》. 2019년 7월 21일. 2019년 7월 21일에 원본 문서에서 보존된 문서. 2019년 7월 21일에 확인함.
79. 1 2 3  Couch, Aaron (2019년 8월 24일). “Marvel Confirms Kit Harington for 'Eternals,' Sets 'Black Panther II' Date”. 《더 할리우드 리포터》. 2019년 8월 24일에 원본 문서에서 보존된 문서. 2019년 8월 24일에 확인함.
80. ↑  Kit, Borys; Couch, Aaron (2020년 12월 8일). “'Spider-Man 3': Alfred Molina Returning as Doctor Octopus”. 《더 할리우드 리포터》. 2020년 12월 8일에 원본 문서에서 보존된 문서. 2020년 12월 8일에 확인함.
81. ↑  Romano, Nick (2020년 12월 10일). “Doctor Strange sequel confirms cast, will tie into Spider-Man 3”. 《엔터테인먼트 위클리》. 2020년 12월 11일에 원본 문서에서 보존된 문서. 2020년 12월 10일에 확인함.
82. ↑  Dinh, Christine (2020년 12월 10일). “Christian Bale Joins Cast of 'Thor: Love and Thunder' As Gorr the God Butcher”. 《Marvel.com》. 2020년 12월 10일에 원본 문서에서 보존된 문서. 2020년 12월 10일에 확인함.
83. ↑  Evangelista, Chris (2021년 4월 22일). “Russell Crowe is Playing Zeus in 'Thor: Love and Thunder'”. 2021년 4월 22일에 원본 문서에서 보존된 문서. 2021년 4월 21일에 확인함.
84. ↑  Boccella, Maggie (2021년 8월 19일). “'Black Panther: Wakanda Forever' Adds 'Ironheart' Star Dominique Thorne”. 《콜라이더》. 2021년 8월 19일에 원본 문서에서 보존된 문서. 2021년 8월 19일에 확인함.
85. ↑  Fleming, Mike Jr. (2021년 8월 18일). “Anthony Mackie Closes Deal To Star In Disney/Marvel’s ‘Captain America 4’ Film”. 《데드라인 할리우드》. 2021년 8월 18일에 원본 문서에서 보존된 문서. 2021년 8월 18일에 확인함.
86. ↑  D'Alessandro, Anthony (2019년 7월 20일). “'Blade' Being Rebooted By Marvel With Mahershala Ali; 'Fantastic Four' Also In The Works”. 《데드라인 할리우드》. 2019년 7월 21일에 원본 문서에서 보존된 문서. 2019년 7월 21일에 확인함.
87. ↑  Kroll, Justin (2020년 11월 20일). “'Deadpool 3': Marvel Studios And Ryan Reynolds Tap The Molyneux Sisters To Pen The Sequel”. 《데드라인 할리우드》. 2020년 11월 20일에 원본 문서에서 보존된 문서. 2020년 11월 20일에 확인함.